# هلگلندز کرفت
هلگلندز کرفت (انگلیسی: HelgelandsKraft) شرکت خدمات برق نروژی است، که در سال ۱۹۶۴ تأسیس شد.